# Ketille
Ketille (en danois : Kjeld) est un chanoine régulier danois du XIIe siècle vénéré comme saint par l'Église catholique et fêté le 11 juillet.

## Biographie
Ketille naît au début du XIIe siècle dans une famille aisée, qui habite dans une ferme dans la région de Randers. C'est un enfant pieux et il est décidé très tôt qu'il se destinera à une carrière ecclésiastique. Il est envoyé à Viborg, où il est reçu au chapitre de chanoines de la cathédrale de Viborg. Ketille est un chanoine régulier et non séculier, ce qui signifie qu'il y a une vie de communauté entre les chanoines, vécue selon une règle, en l'occurrence celle de saint Augustin. 
Ketille se plaît au chapitre de la cathédrale, et il est élu comme supérieur de celui-ci vers 1145. Il est selon toute apparence quelqu'un de très à l'écoute, doux et miséricordieux, qui donne tous ses biens aux malades, aux pauvres et aux nécessiteux. On raconte dans son hagiographie qu'en 1145, alors que Viborg est menacée par un incendie, il court en haut du clocher de la cathédrale, où il prie Dieu d'épargner la ville ; l'incendie se réduit notablement. 
Bien que les chanoines aient élu eux-mêmes Ketille comme leur prieur, des disputes éclatent entre celui-ci et le groupe des chanoines, apparemment parce qu'ils désapprouvent sa trop grande générosité envers les pauvres qui passe par la distribution des biens du chapitre. Les chanoines élisent un nouveau prieur et Ketille se rend à Aalborg pour un temps. Même s'il est apprécié à Aalborg, il éprouve le désir de répandre la foi chrétienne et de gagner la palme du martyre chez les Vandales. Il se rend en pèlerinage à Rome sur la tombe des apôtres et se présente au pape Eugène III. Il lui demande la permission de partir en mission auprès des Vandales, mais même si le pape donne cette permission, il ne lui conseille pas moins de plutôt retourner à Aalborg pour redevenir prieur du chapitre. Le pape écrit donc au chapitre, qui doit se plier à sa volonté et prendre à nouveau Ketille comme prieur. Cependant, Ketille meurt peu après à Viborg, en 1150, et est enterré dans la cathédrale.
Peu après, les histoires rapportant des miracles opérés par Ketille en faveur de personnes ayant visité sa tombe fleurissent. Des malades sont guéris, et en particulier les aveugles semblent profiter de son intercession : selon son hagiographie, au moins 12 aveugles auraient retrouvé la vue. Les autorités ecclésiastiques souhaitent canoniser Ketille, et envoient une requête au pape de Rome. En 1188, le pape Clément III autorise l'archevêque Absalon à le proclamer bienheureux, ce qui est fait le 11 juillet 1189.

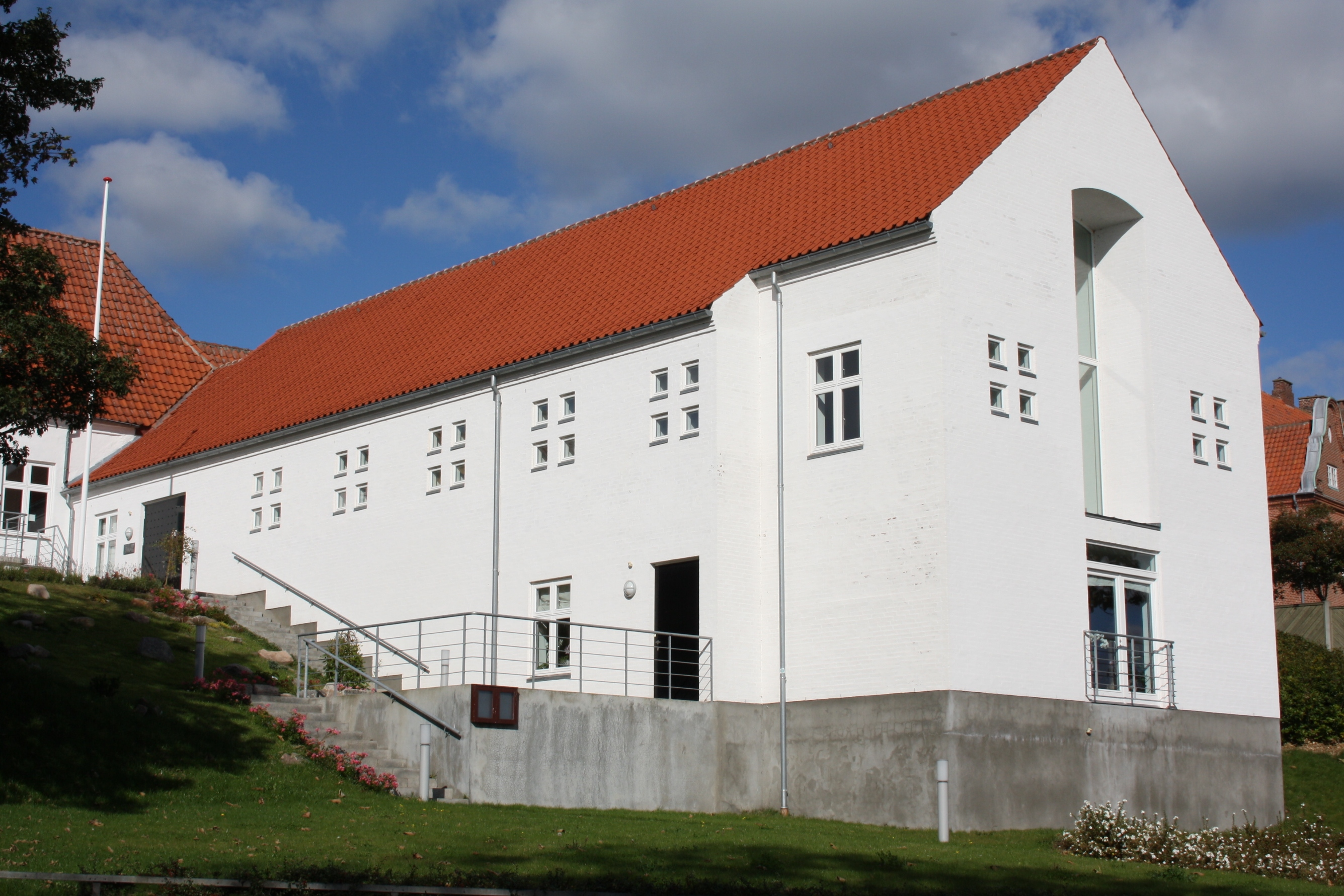
église saint Ketille de Viborg

Saint Ketille était vénéré (à l'époque où le Danemark était encore catholique) particulièrement à la cathédrale de Viborg. On trouvait dans celle-ci une chapelle dédiée à son culte, avec un autel et un reliquaire que l'on nomme "l'arche de saint Ketille". Sa fête était célébrée chaque année le 11 juillet, avec des processions, des offices religieux et un grand marché. On fêtait ce saint également dans d'autres diocèses, par exemple à Aarhus où il y avait un autel à lui dédié.
"l'arche de saint Ketille" est détruite par le feu en 1726, lorsque la plus grande partie de Viborg, y compris la cathédrale, est ravagée par un incendie. On peut cependant encore trouver le "puits de saint Kétille" dans la crypte d'une des chapelles.
L'église saint Ketille de Viborg (da) (Sankt Kjelds Kirke), affectée au culte catholique, est consacrée en 1966. Plus tard, l'actuelle église saint Ketille est bâtie au même endroit en 2008.